# Lijst van Belgische deelnemers aan de Paralympische Zomerspelen 2004
Deze lijst van Belgische deelnemers aan de Paralympische Zomerspelen 2004 in Athene geeft een overzicht van de sporters die zich hebben gekwalificeerd voor de Spelen.
| Paralympiër         | Sport        | Onderdeel                                                                         | Ervaring   |
| ------------------- | ------------ | --------------------------------------------------------------------------------- | ---------- |
| Benny Govaerts      | Atletiek     | 1500 m Klasse T37 800 m Klasse T37                                                | 5de Spelen |
| Gino De Keersmaeker | Atletiek     | Discuswerpen Klasse F42 Kogelstoten Klasse F42                                    | 4de Spelen |
| Kurt Van Raefelghem | Atletiek     | Verspringen Klasse F12 Vijfkamp Klasse P13                                        | 4de Spelen |
| Jos Knevels         | Paardensport | Dressuur Graad IV                                                                 | 2de Spelen |
| Bert Vermeir        | Paardensport | Dressuur Graad III                                                                | 3de Spelen |
| Ludwig Budeners     | Rugby        | Heren                                                                             | Debutant   |
| Koen Delen          | Rugby        | Heren                                                                             | Debutant   |
| Peter Genijn        | Rugby        | Heren                                                                             | Debutant   |
| Christophe Hindricq | Rugby        | Heren                                                                             | Debutant   |
| Lars Mertens        | Rugby        | Heren                                                                             | Debutant   |
| Guy Michem          | Rugby        | Heren                                                                             | Debutant   |
| Bob Vanacker        | Rugby        | Heren                                                                             | Debutant   |
| Ronny Verhaegen     | Rugby        | Heren                                                                             | Debutant   |
| Luc Dessart         | Schietsport  | Luchtgeweer liggend Klasse SH2 Luchtgeweer staand Klasse SH2                      | 3de Spelen |
| Hans Peter Stamper  | Schietsport  | Luchtgeweer liggend Klasse SH2 Luchtgeweer staand Klasse SH2                      | 4de Spelen |
| Jan Boonen          | Schietsport  | luchtpistool Klasse SH1 Vrij pistool Klasse SH1 Sportpistool Klasse SH1           | 4de Spelen |
| Dimitri Ghion       | Tafeltennis  | Enkelspel Klasse 4                                                                | 4de Spelen |
| Mathieu Loicq       | Tafeltennis  | Enkelspel Klasse 8                                                                | Debutant   |
| Marc Ledoux         | Tafeltennis  | Enkelspel Klasse 8                                                                | Debutant   |
| Nico Vergeylen      | Tafeltennis  | Enkelspel Klasse 8                                                                | 4de Spelen |
| Myriam Muylaert     | Tafeltennis  | Enkelspel Klasse 9                                                                | Debutant   |
| Dirk Boon           | Wielersport  | wegwedstrijd Klasse CP Div 1/2 weg tijdrit Klasse CP Div 1/2                      | Debutant   |
| Jonas Martens       | Zwemmen      | 50 m Vrije Slag Klasse S9 100 m Rugslag Klasse S9 100 m Vrije Slag Klasse S9      | 2de Spelen |
| Sven Decaesstecker  | Zwemmen      | 100 m Rugslag Klasse S10 100 m Schoolslag Klasse SB9 200 m Wisselslag Klasse SM10 | Debutant   |
| Wim de Paepe        | Zwemmen      | 100 m Vrije Slag Klasse S9 400 m Vrije Slag Klasse S9                             | Debutant   |